# Engelbert Keprt
Engelbert Keprt (16. května 1910, Vídeň – 2. září 1974, Olomouc) byl český fyzik, který se zabýval zejména optikou. Byl profesorem Univerzity Palackého v Olomouci.

## Život a dílo
V roce 1940 jako středoškolský učitel matematiky a fyziky nastoupil do přerovského podniku Optikotechna. V letech 1946 se stal ředitelem podniku, který se přejmenoval na Meoptu. Působil tu do roku 1949.
V poválečných letech také usiloval o vytvoření výzkumného centra, které by umožnilo rozvoj optiky na vědeckých základech. Jeho snaha byla završena založením Ústavu výzkumu optiky a jemné mechaniky v roce 1953, který pak vedl. V roce 1956 dosáhl založení nového časopisu Jemná mechanika a optika, do kterého jako předseda redakční rady také hojně přispíval.
Potřeba zajištění nových vysokoškolsky vzdělaných pracovníků pro vědu i průmysl vedla Engelberta Keprta na Universitu Palackého v Olomouci, kde byl v roce 1962 jmenován řádným profesorem a pověřen vedením nově vzniklé katedry optiky a jemné mechaniky. V prvních čtyřech letech svého působení koncipoval orientaci oboru, napsal základní učebnice a společně s prof. Bedřichem Havelkou, zaměřeným na teoretické otázky optiky, vytvořili podmínky pro další rozvoj oboru (v Československu se optice od roku 1930 věnoval Ústav technické optiky založený z rozhodnutí ČVUT, z něhož se v roce 1953 vytvořilo pražské pracoviště Laboratoře optiky ČSAV, které v roce 1965 zahájilo činnost i v Olomouci).

## Publikace
- B. Havelka, E. Keprt, M. Hansa: Spektrální analysa, odborná publikace, Československá akademie věd, Praha, 1957
- E. Keprt: Základy technologie optické výroby, Státní pedagogické nakladatelství, Praha 1964[5]
- E. Keprt: Základy technologie optické výroby II, Státní pedagogické nakladatelství, Praha 1965
- E. Keprt: Teorie optických přístrojů I – Dalekohledy, Státní pedagogické nakladatelství, Praha 1965[6]
- E. Keprt: Teorie optických přístrojů II – Mikroskopy, Státní pedagogické nakladatelství, Praha 1966[7]
- E. Keprt: Teorie optických přístrojů III – Oko a jeho korekce, Státní pedagogické nakladatelství, Praha 1966[8]
- E. Keprt: Teorie optických přístrojů IV – Dálkoměry, Státní pedagogické nakladatelství, Praha 1966[9]
- E. Keprt: Montáž s justáž, Univerzita Palackého v Olomouci, Olomouc 1969